# Bedő Károly
Bedő Károly (Brassó, 1924. július 14. – Marosvásárhely, 2017. január 10.) magyar rákkutató orvos, orvosi szakíró.

## Életútja
A brassói katolikus főgimnáziumban érettségizett (1943), az orvosi szakot Nagyszebenben, Kolozsvárt, Marosvásárhelyen végezte (1949). Az orvostudományok doktora (1969). A Marosvásárhelyi Orvosi és Gyógyszerészeti Egyetem (OGYI) Közegészségtani és Táplálkozástani Tanszékén tanított, pályafutását tanszékvezető egyetemi tanárként fejezte be, 1991-ben, 67 éves korában nyugdíjazták.
Hazai folyóiratokban a néptáplálkozás és népegészségügy kérdéseivel foglalkozott, a TETT munkatársa. Szakírásait az Orvosi Szemle – Revista Medicală, Igienă, Medicine et Nutrition, Excerpta Medica s más bel- és külföldi szaklapok közölték. A borjútymusból kivont frakciók gátló hatását elemző szakdolgozatainak a rákkutatás szempontjából különleges jelentősége van.

## Könyvek
Több román nyelvű jegyzete mellett magyar nyelvű kőnyomatos tankönyvei:
- Élelmiszeregészségtan (Kolozsvár, 1959);
- Általános és település-egészségtan (szerk. Horváth Miklós, társszerző Steinmetz József, Marosvásárhely, 1957; 2. kiadás, Marosvásárhely, 1960).
- Az ember táplálkozása (Marosvásárhely, 1976);
- A gyermek- és a serdülőkor egészségtana (Marosvásárhely, 1977).